# Andrzej Aumiller
Andrzej Kordian Aumiller (ur. 25 czerwca 1947 w Trzciance) – polski polityk, inżynier ogrodnik, deweloper, poseł na Sejm X, II i IV kadencji, minister budownictwa w rządzie Jarosława Kaczyńskiego.

## Życiorys

### Wykształcenie i praca zawodowa
W 1971 ukończył studia na Wydziale Ogrodniczym Wyższej Szkoły Rolniczej w Poznaniu, gdzie uzyskał tytuł zawodowy magistra inżyniera.
W latach 1972–1992 i 1997–2001 pracował w Kombinacie Państwowe Gospodarstwo Ogrodnicze w Naramowicach. Zajmował tam stanowiska: stażysty, kierownika Zakładu Szklarniowego, a następnie dyrektora. W latach 1997–2001 pełnił funkcję prezesa spółki Zakłady Ogrodnicze „Naramowice”.
Był wiceprezesem zarządu głównego i prezesem oddziału wojewódzkiego Stowarzyszenia Inżynierów i Techników Ogrodnictwa oraz komisarzem Krajowych Wystaw Ogrodniczych w Poznaniu. Objął funkcję prezesa Wielkopolskiej Korporacji Technicznej. Należy do Stowarzyszenia im. Eugeniusza Kwiatkowskiego, Stowarzyszenia Pamięci Powstania Wielkopolskiego 1918–1919 oraz Polskiego Związku Działkowców.
Od 2005 do 2006 pracował jako dyrektor ds. rozwoju w poznańskim biurze firmy deweloperskiej Echo Investment, powrócił na tę funkcję w 2008.

### Działalność polityczna i społeczna
Do 1990 należał do Polskiej Zjednoczonej Partii Robotniczej, z ramienia której w 1989 został posłem na Sejm kontraktowy w okręgu Poznań-Stare Miasto. W 1990 przystąpił do Polskiej Unii Socjaldemokratycznej i zasiadał we władzach krajowych tej partii. Należał także do Wielkopolskiej Unii Socjaldemokratycznej. W 1992 był wśród założycieli Unii Pracy. Objął w niej funkcję członka rady krajowej i przewodniczącego rady wojewódzkiej. Z listy tej partii po raz drugi sprawował mandat poselski w Sejmie II kadencji w latach 1993–1997. W wyborach parlamentarnych w 1997 bez powodzenia ubiegał się o reelekcję. W wyborach samorządowych w 1998 bezskutecznie kandydował do sejmiku wielkopolskiego z listy koalicji Przymierze Społeczne. 
Po raz trzeci został posłem z okręgu poznańskiego w 2001 jako kandydat koalicji Sojusz Lewicy Demokratycznej – Unia Pracy. W parlamencie zasiadał m.in. w Komisji Skarbu Państwa, był też zastępcą przewodniczącego Komisji Rolnictwa i Rozwoju Wsi oraz przewodniczącym Podkomisji nadzwyczajnej do przygotowania komisyjnego projektu ustawy o zmianie ustawy o podatku od towarów i usług oraz o podatku akcyzowym.
W lipcu 2004 został wiceprzewodniczącym, a w kwietniu 2005 przewodniczącym sejmowej komisji śledczej powołanej do zbadania tzw. „afery Orlenu”. Od 2004 do 2005 pełnił funkcję przewodniczącego klubu parlamentarnego UP. W lipcu 2005 odszedł z UP i został członkiem Samoobrony RP (nie wstąpił do klubu parlamentarnego tego ugrupowania). W wyborach parlamentarnych w 2005 nie uzyskał mandatu (otrzymał 10 389 głosów). Rok później bez powodzenia kandydował na urząd prezydenta i radnego Poznania.
3 listopada 2006 został powołany na stanowisko ministra budownictwa w rządzie Jarosława Kaczyńskiego z rekomendacji Samoobrony RP. Zajmował to stanowisko do 13 sierpnia 2007. W przedterminowych wyborach parlamentarnych w 2007 bez powodzenia kandydował do Sejmu z okręgu konińskiego (otrzymał 2378 głosów).
W 2008 wszedł w skład władz wojewódzkich Samoobrony RP w Wielkopolsce. W wyborach do Parlamentu Europejskiego w 2009 bezskutecznie ubiegał się o mandat deputowanego z listy tej partii z okręgu wielkopolskiego – otrzymał 4921 głosów. We wrześniu 2010 wystąpił z Samoobrony RP i w wyborach samorządowych w tym samym roku z ramienia Sojuszu Lewicy Demokratycznej bez powodzenia kandydował na radnego sejmiku wielkopolskiego. Później wstąpił do Krajowej Partii Emerytów i Rencistów i jako jej przedstawiciel w wyborach parlamentarnych w 2011 znalazł się na liście kandydatów SLD do Sejmu w okręgu poznańskim. W wyborach tych nie uzyskał mandatu, otrzymując 1163 głosy. W 2012 znalazł się wśród założycieli Partii Emerytów Rencistów Rzeczypospolitej Polskiej. W 2014 ponownie był kandydatem SLD do sejmiku wielkopolskiego, a w 2015 wystartował do Sejmu z ramienia KWW JOW Bezpartyjni.
Działacz założonej z własnej inicjatywy w grudniu 2005 Fundacji „Ostoja”. Został też prezesem Stowarzyszenia Inżynierów i Techników Ogrodnictwa.

## Odznaczenia i wyróżnienia
W 1999, za wybitne zasługi w pracy zawodowej na rzecz rozwoju ogrodnictwa oraz działalność społeczną, został odznaczony przez prezydenta Aleksandra Kwaśniewskiego Krzyżem Kawalerskim Orderu Odrodzenia Polski. W 2017, za wybitne zasługi w podejmowanej z pożytkiem dla kraju działalności państwowej i publicznej, za działalność społeczną i charytatywną, prezydent Andrzej Duda nadał mu Krzyż Oficerski tego orderu.
Otrzymał również m.in. Brązowy (1979) i Złoty (1984) Krzyż Zasługi, Medal 40-lecia Polski Ludowej oraz medal „Ad Perpetuam Rei Memoriam”.

## Życie prywatne
Zamieszkał w Poznaniu. Jest żonaty, ma dwoje dzieci.